# ミスター・レスリング
ミスター・レスリング（Mr. Wrestling）ことティム・ウッズ（Tim Woods、本名：George Burrell Woodin、1934年7月28日 - 2002年11月30日）は、アメリカ合衆国の覆面レスラー。ニューヨーク州ユーティカ出身。日本では「ティム・ウッド」とも表記された。活動当時のアメリカの覆面レスラーでは珍しい正統派であり、日本での異名は「正義の白覆面」。
ミシガン州立大学ではレスリングで活躍し、1955年と1957年にAAUのナショナル・チャンピオンとなり、1958年と1959年にはミシガン州におけるビッグ・テン・カンファレンスに選ばれている。

## 来歴
- 1963年 - ティム・ウッズをリングネームに、素顔でプロレスデビュー[2]。
- 1965年 - ネブラスカ州のプロモーターの勧めでミスター・レスリングを名乗り覆面レスラーに変身[2]。
- 同年11月、スタン・プラスキーを破りネブラスカ・ヘビー級王座を獲得[3]。以降、1967年1月にデール・ルイスに敗れるまで戴冠[3]。
- 1966年1月 - 素顔のティム・ウッズとしてマッドドッグ・バションのAWA世界ヘビー級王座に挑戦、フォール勝ちを収めるが、ロープが足にかかっていたとしてタイトル奪取は無効とされる[4]。
- 1970年12月 - テキサス州ダラスにてジョージ・スコットと組み、テキサス・アウトローズ（ダスティ・ローデス&ディック・マードック）からNWAアメリカン・タッグ王座を奪取[5]。
- 1970年代はフロリダ、ジョージア、ミッドアトランティック地区を転戦[2]。フロリダ地区では素顔で戦っていた時期もある[6]。
- 1972年7月 - フロリダ州マイアミにてヒロ・マツダと組み、ボブ・オートン&デニス・ホールからNWAフロリダ・タッグ王座を奪取[7]。
- 同年9月 - トーナメント決勝でジャック・ブリスコを下しNWAフロリダ・TV王座を獲得[8]。
- 1973年8月 - グレート・メフィストからNWAフロリダ・ヘビー級王座を奪取[9]。
- 1974年4月 - 全日本プロレスの『第2回チャンピオン・カーニバル』に初来日[1]。トーナメント1回戦でマティ鈴木、2回戦でサンダー杉山、準決勝でジャンボ鶴田を破り勝ち進むも、決勝でジャイアント馬場に敗れる[1]。
- 同年8月 - ミスター・レスリング2号（ジョニー・ウォーカー）と組んでミネソタ・レッキング・クルー（ジン・アンダーソン&オレイ・アンダーソン）からNWAジョージア・タッグ王座を奪取[10]。
- 1975年4月 - 全日本プロレス『第3回チャンピオン・カーニバル』に再来日[11]。予選トーナメントで同ブロックのサムソン・クツワダと鶴田を破り、各ブロックの勝者4人による総当たりの決勝リーグ戦に進むも、馬場、ザ・デストロイヤー、ジン・キニスキーに敗退[11]。
- 同年10月 - セスナ機で移動中に墜落事故に遭遇、短期間で奇跡的な復帰を果たしたが、同乗していたジョニー・バレンタインやリック・フレアーは背骨を骨折する重傷を負った（バレンタインはこの事故により引退）[12]。
- 同年12月 - 全日本プロレス『オープン選手権』に来日[13]。公式戦ではデストロイヤー、ドン・レオ・ジョナサン、ホースト・ホフマン、グレート草津、マイティ井上と対戦した[13]。当時主戦場としていたミッドアトランティック地区のジム・クロケット・ジュニア推薦という触れ込みだった。
- 1976年5月 - ディノ・ブラボーと組んでミネソタ・レッキング・クルーからミッドアトランティック版NWA世界タッグ王座を奪取[14]。
- 同年10月 - アンジェロ・モスカを破りNWAミッドアトランティック・TV王座を獲得[15]。
- 同年11月 - ブラボーとのコンビでNWAミッドアトランティック・タッグ王座争奪トーナメントに出場、決勝でジャック・グレイ&ミシェル・デュボアを破り王者チームとなる[16]。
- 1977年1月 - レスリング2号との覆面コンビでミネソタ・レッキング・クルーからNWAジョージア・タッグ王座を再度奪取[10]。
- 1978年3月 - ブラックジャック・マリガンを破りNWA USヘビー級王座（後のWCW US王座、現在のWWE US王座）を獲得[17]。
- 1979年11月 - 全日本プロレス『'79世界最強タッグ決定リーグ戦」にマスクド・ストラングラー（ホセ・リベラ）をパートナーとして参加[18]。馬場&鶴田、ザ・ファンクス、アブドーラ・ザ・ブッチャー&ザ・シーク、ミル・マスカラス&ドス・カラス、大木金太郎&キラー・トーア・カマタ、ワフー・マクダニエル&フランク・ヒルなどのチームと対戦したが、パートナーが弱体であり（当初はデストロイヤーと組んで参加する予定だった）、同じ覆面コンビでマスカラス・ブラザーズが参戦していたこともあって、人気・戦績とも振るわず、これが最後の来日となった。シリーズ中はドリー・ファンク・ジュニアやテリー・ファンクとのシングルマッチも行われた[18]。
- 1980年 - レスリング2号と組んでジ・アサシンズ（ジョディ・ハミルトン&ランディ・コリー）からジョージア・タッグ王座を奪取[10]。これが最後のタイトル戴冠となった[2]。
- 1983年 - 引退。
- 1995年5月 - ジム・コルネットが主宰していたスモーキー・マウンテン・レスリングのイベント "Carolina Memories" に、エイブ・ジェイコブズ、ネルソン・ロイヤル、ジョニー・ウィーバー、スウェード・ハンセン、マグナムTAらと共にミッドアトランティックのレジェンドとして出席した[19]。
- 2002年11月30日 - ノースカロライナ州シャーロットの自宅にて心臓発作で死去。

## エピソード
- 力自慢の素人の挑戦を受けた道場破り的な試合で、左手の薬指を噛みちぎられたことがある。なお、この事故の1週間後には、NWA世界王者のジン・キニスキーに挑戦して時間切れ引き分けの死闘を演じている。
- 1975年10月4日のセスナ機事故は、ベビーフェイスの彼がヒールのバレンタインやフレアーと一緒に移動していたことが公になってしまう問題も孕んでいた。そのため、会場ではミスター・レスリングは別の事故で負傷したと観客にアナウンスし、入院の際も名前や職業を偽っていたという。フェイスとヒールの敵同士が行動を共にしていたという噂を打ち消すために、彼は事故から2週間後にはリングに復帰し、怪我（肋骨のヒビ）が完治していない状態のままサーキットに参加した。フレアーは自著において、業界を救った男として彼を称えている[20]。

## 得意技
- ザ・スリーパー
- スープレックス
- レッグロック

## 獲得タイトル
チャンピオンシップ・レスリング・フロム・フロリダ
- NWA南部ヘビー級王座（フロリダ版）: 4回
- NWAフロリダ・ヘビー級王座: 1回
- NWAフロリダ・タッグ王座: 2回（w / ヒロ・マツダ、ビッグ・バッド・ジョン）
- NWAフロリダ・TV王座: 1回

ジョージア・チャンピオンシップ・レスリング
- NWAジョージア・ヘビー級王座: 2回
- NWAジョージア・タッグ王座: 4回（w / ミスター・レスリング2号×3、サンダーボルト・パターソン）
- NWAメイコン・タッグ王座: 2回（w / ミスター・レスリング2号）
- NWAサウスイースタン・タッグ王座（ジョージア版）: 1回（w / ロベルト・ソト）

ミッドアトランティック・チャンピオンシップ・レスリング
- NWAミッドアトランティック・タッグ王座: 1回（w / ディノ・ブラボー）
- NWAミッドアトランティック・TV王座: 1回
- NWA USヘビー級王座（ミッドアトランティック版）: 1回
- NWA世界タッグ王座（ミッドアトランティック版）: 1回（w / ディノ・ブラボー）

NWAビッグタイム・レスリング
- NWAアメリカン・タッグ王座: 1回（w / ジョージ・スコット）

アメリカン・レスリング・アソシエーション
- AWA中西部タッグ王座：1回（w / レジー・パークス）[21]

オールスター・レスリング
- ネブラスカ・ヘビー級王座：1回[3]